# Marktkerk (Paderborn)
De Marktkerk (Duits: Marktkirche) is een rooms-katholiek kerkgebouw in het centrum van de Westfaalse plaats Paderborn. Oorspronkelijk is een aan de heilige Franciscus Xaverius gewijde  Jezuïeten- en universiteitskerk van de eerste universiteit van Westfalen. De kerk vormt samen met de Gouwkerk van de heilige Ulrich en de Busdorfkerk Sint-Petrus en Andreas de in 1998 opgerichte binnenstadsparochie Sankt Liborius. Daarnaast wordt het kerkgebouw benut door het naastgelegen gymnasium Theodorianum op donderdagen voor katholieke schoolmissen.

## Geschiedenis
De eerste steen van de Marktkerk werd in 1682 door vorst-bisschop Ferdinand von Fürstenberg gelegd. Het ontwerp voor de bouw leverde de lekenbroeder Anton Hülse. Na een bouwperiode van 10 jaar werd de nieuwbouw op 14 september 1692 als kerk van de Jezuïeten gewijd.
Met de opheffing van de Jezuiëtenorde in 1773 ging de kerk over in het uit het vermogen van de jezuïeten gevormde Paderborner Studienfonds, dat tegenwoordig wordt beheerd door de deelstaat Noordrijn-Westfalen.
De naam Marktkerk kreeg de kerk nadat de oorspronkelijke Marktkerk Sint-Pancratius aan het huidige Marienplatz tegen het einde van de 18e eeuw wegens bouwvalligheid moest worden afgebroken. Het parochiegebied van de Sint-Pancratiuskerk werd toen bij de Jezuïetenkerk gevoegd. 
In de nadagen van de Tweede Wereldoorlog werd de kerk tot op de buitenmuren geheel verwoest.

## Barok altaar

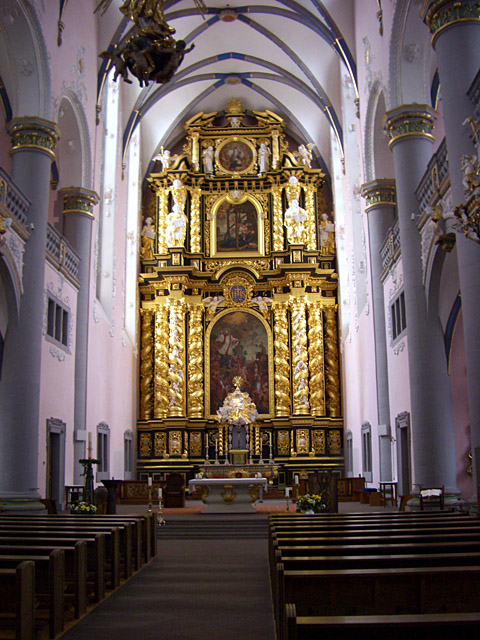
Het barokke altaar van de Marktkerk.

Met de verwoesting van de kerk in maart 1945 werd het rijke interieur grotendeels vernietigd. Hieronder bevond zich ook het indrukwekkende barokke altaar. Met de oprichting van de Förderverein Barockaltar der Marktkirche e.V. in maart 1985 werd het plan gevat om het altaar te herbouwen. De kosten van de reconstructie werden door de vereniging, de stad Paderborn en Noordrijn-Westfalen gedeeld. Aan de hand van foto's en oude tekeningen werd de reconstructie in de jaren 1989-2003 in acht bouwfasen gerealiseerd. De reconstructie van het 20,75 meter hoge, 10,2 meter brede en 4 meter diepe altaar duurde 15 jaar en kostte in totaal 8 miljoen DM.

## Interieur
Naast het grote barokke altaar zijn voorts vermeldenswaardig:
- een beeld van Maria op het rechter zijalaar uit 1380;
- het grote kruis boven het linker zijaltaar, dat oorspronkelijke uit de Sint-Pancratiuskerk stamt (1480);
- een in het kerkschip hangende Madonna met Kind uit 1668;
- de rijkbewerkte kansel uit 1704.

Op hoogtijdagen worden verder een armreliquarium met een reliek van Franciscus Xaverius en een deel van de kazuifel van de heilige tentoongeteld, die ooit enige tijd werd gebruikt om de beenderen van heilige in Goa te bedekken en door een Portugese koningin werd geschonken aan de Jezuïeten van Paderborn.